# República Tiberina
A República Tiberina foi um Estado proclamado em 4 de fevereiro de 1798 , quando os jacobinos tomaram o poder na cidade de Perugia. Era uma das repúblicas jacobinas nascidas no rastro das vitórias de Napoleão Bonaparte em sua campanha na península Itálica.
Deve seu nome ao rio Tibre. Tinha como bandeira uma tricolor igual à francesa.  O chefe de governo tinha o título de cônsul.  Durante sua existência o cônsul foi Gian (Giovanni) Angelo Cocchi (1753 - 1826).
Uniu-se à República Romana em 7 de março de 1798.